# Покровський хутір
Покровський хутір — поселення, що існувало впродовж XVIII—ХХ століть на березі річки Уди, в урочищі Синичине, між Безлюдівкою та Васищевим. 

## Початок: Герасимівка Буцького
Вперше Герасимівка згадується в матеріалах перепису 1763 року. Це була невелика слобідка, заснована на землях, що належали родині Буцьких. Назва поселення походить від імені Герасима Герасимовича Буцького, нащадка козацького старшини, котрий і організував тут поселення для залежних селян. За даними генерального межування 1785 року, Герасимівка була розташована в «низькому місці на лівому березі річки Уди» — тобто саме в нинішньому урочищі Синичине.

## Перейменування в Покровський хутір
У першій половині XIX століття слобідку Герасимівку було перейменовано на хутір Покровський. У 1835 році він перейшов у власність Терезії Антонівни, дружини колезького асесора Йосипа Ольденборгера. Пізніше, у 1850 році, хутором володіла їхня донька Надія Йосипівна Долинська. На той час у Покровському мешкало 34 особи з родин Жемкових, Забаренків, Кононенків, Кочергіних, Мірошниченків, Номировських, Прочанових, Семенових, Черкесових та Ярещенкових.

## Купець Синицин і «дачний» період
На межі ХІХ–ХХ століть хутір Покровський набуває нового вигляду. Тут з’являється дача купця Івана Синицина, і саме від його прізвища пізніше походить назва сучасного урочища — Синичине. Купець не був дворянином, а мав готель у місті й дачу з суничною плантацією та двома квадратними озерами, викопаними для поливу. 1905 року, попри неврожай по всій окрузі, Синицин зібрав понад 2,7 тонни суниці з 1,6 га — свідчення продуманого господарства.
Саме на території Покровського хутора в 1895 році було знайдено три глиняні глечики — перша археологічна знахідка Безлюдівки, з якої почалося системне дослідження давньої історії цього краю.

## Ліквідація хутора
У роки радянської влади хутір Покровський, як і багато інших подібних поселень, було перейменовано — цього разу на Червоний хутір, відображаючи тогочасні політичні гасла. 
У травні 1939 року, відповідно до постанови ЦК ВКП(б) і РНК СРСР, було проведено зселення хутірських дворів, а мешканців Червоного хутора (їх було лише п’ять родин) переселили до безлюдівського кварталу "Нагорівка" . Сам хутір знесли, остаточно стерши з мапи ще один уламок дореволюційного й купецького минулого Безлюдівки.